# Pierre-Luc Dubois
Pierre-Luc Dubois (Sainte-Agathe-des-Monts, Quebec, 24 de junio de 1998), apodado Dubi, PLD o PL, es un jugador profesional canadiense de hockey sobre hielo que se desempeña en la posición de centro en Los Angeles Kings, equipo de la National Hockey League (NHL).

## Carrera
Fue seleccionado en la primera ronda en la NHL Entry Draft de 2016. En 2017 hizo su debut profesional con el equipo Columbus Blue Jackets, en el cual jugó cuatro temporadas (2017-2020), después pasó a Winnipeg Jets (2020-2023), luego a Los Angeles Kings, donde lleva jugando una temporada.